# プニクトゲン間化合物

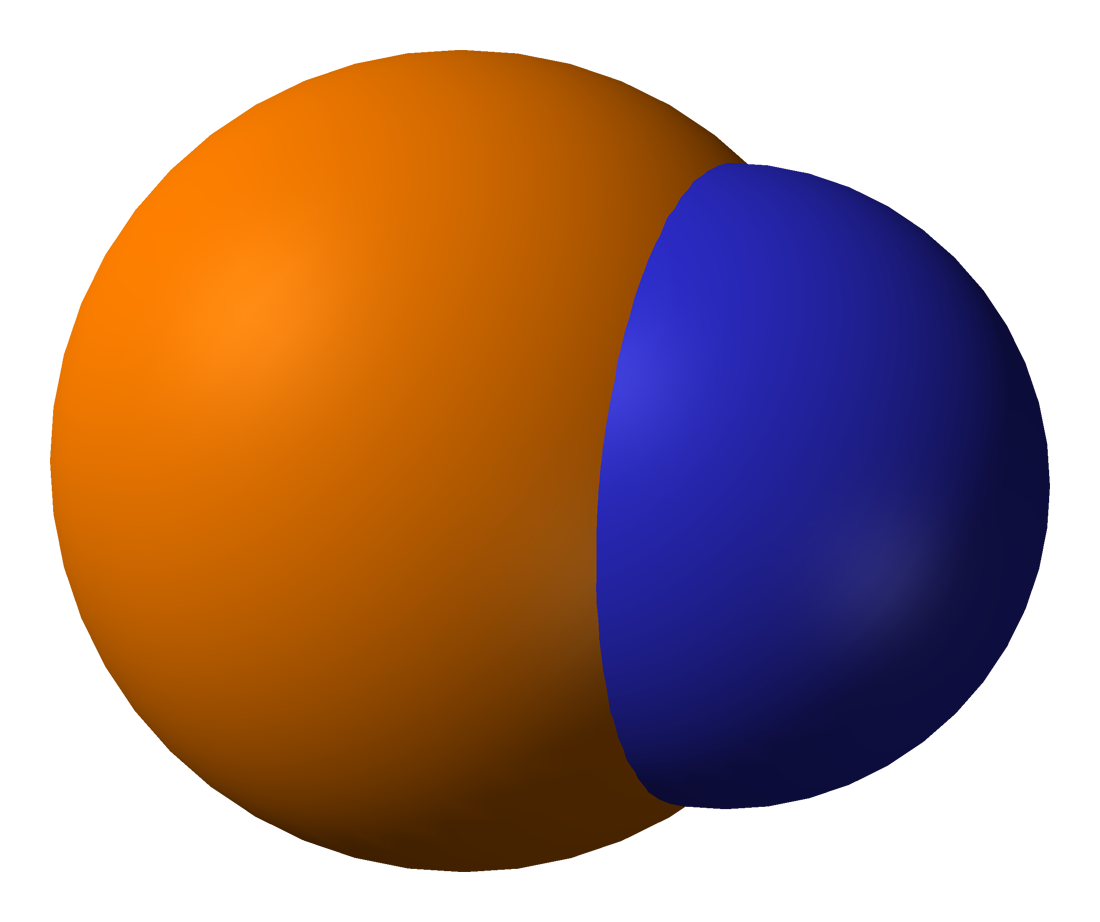
窒化リンの単分子。

プニクトゲン間化合物（プニクトゲンかんかごうぶつ）とは、複数の異なるプニクトゲン（英: pnictogen、第15族元素）である窒素・リン・ヒ素・アンチモン・ビスマスが結合した化合物の総称である。

## 一覧
|    | N              | P          | As          | Sb     | Bi  |
| -- | -------------- | ---------- | ----------- | ------ | --- |
| N  | N2, N4, N∞     |            |             |        |     |
| P  | PN, PxNy, P3N5 | P2, P4, P∞ |             |        |     |
| As | AsN, (AsN)x    | AsP3       | As4, As∞    |        |     |
| Sb | SbN            | SbP        | SbAs, Sb3As | Sb∞    |     |
| Bi | BiN            |            |             | BixSby | Bi∞ |

## 各化合物の詳細

### リンプニクトゲン化合物
- 窒化リン (PN, PxNy) ：黄橙色の固体。800℃で分解。水と反応しリン酸とアンモニアを生成する[1]。
- 五窒化三リン (P3N5) ：純度の高いものは白色固体。純度の低いものはリンと窒素の原子比が3:5の整数にならない。結晶構造は常圧化のαと6GPa以上で現れるγを持つ他、計算科学的には43GPaでもう1つの結晶構造δの存在が推定されている[2]。αは四面体が積み重なった構造をしている[3]。850℃で分解。水と反応しリン酸とアンモニアを生成する[4]。

### ヒ素プニクトゲン化合物
- 窒化ヒ素 (AsN) ：常温で固体。気体は単分子だが、固体はオリゴマーを形成している[5][6]。
- 三リン化ヒ素 (AsP3) ：常温で固体。高電圧、高周波数の半導体に用いられる[7]。

### アンチモンプニクトゲン化合物
- 窒化アンチモン (SbN) ：常温で固体。加熱すると分解する[8]。高純度で半導体として使用可能[9]。
- リン化アンチモン (SbP) ：常温で固体。高電圧、高周波数の半導体に用いられる[10][11]。
- ヒ化アンチモン (SbAs) ：常温で固体。融点は680℃[12]。自然界でヒ化アンチモン (Stibarsen) という名の鉱物として産出する[13]。
- 一ヒ化三アンチモン (Sb3As) ：自然界でパラドクラス鉱 (Paradocrasite) という名の鉱物として産出する[14]。

### ビスマスプニクトゲン化合物
- 窒化ビスマス (BiN)[15]
- アンチモン化ビスマス (BixSby) ：金属結合をした合金状態であり、ビスマスとアンチモンの比率はさまざまである[16]。